# Пришиб
Пришиб (на украински: Пришиб) е селище от градски тип в Южна Украйна, Михайливски район на Запорожка област. Населението му е около 3507 души.